# Eberhard Rössler
Eberhard Rössler (* 1929) ist ein deutscher Mathematiker und Autor.

## Leben
Rössler ist Diplom-Mathematiker. Als Verfasser von Büchern und Beiträgen in Zeitschriften und Fachpublikationen hat er sich über den deutschen Sprachraum hinaus Ansehen als Erforscher der deutschen U-Boot-Entwicklung erworben. Er war Mathematik- und Physiklehrer an dem Humboldt-Gymnasium (Berlin-Tegel).

## Veröffentlichungen
- Die deutschen U-Boote und U-Bootentwürfe zwischen den Weltkriegen 1922–1939. Berlin: Ed. Gröner, 2013
- Die Sonaranlagen der deutschen Unterseeboote. Bonn: Bernard und Graefe, 2006, 2., erw. Aufl.
- Die Torpedos der deutschen U-Boote. Hamburg: Mittler, 2005
- Deutsche U-Kreuzer und Transport-U-Boote. Bonn: Bernard und Graefe, 2003
- Die Unterseeboote der Kaiserlichen Marine. Bonn: Bernard und Graefe, 1997